# Extremstil

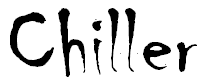
Chiller, ett av de mer ovanliga typsnitten.

Extremer är typsnitt som är för extrema för att kategoriseras i de andra typsnittskategorierna. Mycket av de "garagetypsnitt" och hemgjorda typsnitt man finner på internet kan sorteras till denna kategori.